# Siergiej Biriuzow
Siergiej Siemionowicz Biriuzow (ros. Сергей Семёнович Бирюзов, ur. 8 sierpnia?/21 sierpnia 1904 w mieście Skopin w obwodzie riazańskim, zginął 19 października 1964 w katastrofie lotniczej w okolicach Belgradu) – radziecki dowódca wojskowy, marszałek Związku Radzieckiego (1955), głównodowodzący Wojskami Rakietowymi Przeznaczenia Strategicznego ZSRR (1962–1963), szef Sztabu Generalnego Armii Czerwonej (1963–1964) i I zastępca ministra obrony ZSRR, członek Komitetu Centralnego KPZR, deputowany do Rady Najwyższej ZSRR 1., 2., 3., 4., 5. i 6. kadencji, Bohater Związku Radzieckiego (1958) i Bohater Narodowy Jugosławii (1964).

## Życiorys

### Dzieciństwo i młodość
Już w wieku 13 lat rozpoczął pracę zarobkową, pracował jako robotnik w sowchozie, następnie był drwalem. Służbę w Armii Czerwonej rozpoczął 15 września 1922. W 1926 ukończył szkołę oficerską im. WCIK (Ogólnorosyjski Centralny Komitet Wykonawczy Rad). W 1937 ukończył z wyróżnieniem Akademię Wojskową im. Michaiła Frunzego.
Był dowódcą plutonu od września 1926 do grudnia 1929, dowódcą kompanii do czerwca 1930, szefem sztabu batalionu szkolnego do kwietnia 1932 i dowódcą batalionu strzeleckiego do czerwca 1934 w Moskiewskiej Dywizji Proletariackiej. Od października 1937 był szefem sztabu dywizji strzeleckiej w Charkowskim Okręgu Wojskowym, następnie w kwietniu 1938 został szefem oddziału operacyjnego sztabu Charkowskiego Okręgu Wojskowego. Od sierpnia 1939 był dowódcą 132 Dywizji Strzeleckiej.

### II wojna światowa
W czasie II wojny światowej dowodził 132. Dywizją Strzelecką na Froncie Południowo-Zachodnim oraz Froncie Briańskim – do kwietnia 1942, był szefem sztabu 2 Armii Gwardyjskiej od listopada 1942, szefem sztabu Frontu Południowego od kwietnia 1943, 4 Frontu Ukraińskiego i 3 Frontu Ukraińskiego. Od października 1944 dowodził 37 Armią. W pierwszym roku wojny był pięciokrotnie ranny, w tym dwukrotnie ciężko.

### Okres powojenny
Po wojnie, do czerwca 1946 był zastępcą głównodowodzącego Wojsk Lądowych do spraw szkolenia bojowego. W latach 1946–1947 zastępca przewodniczącego Sojuszniczej Komisji Kontroli na obszar Bułgarii, zastępca Głównodowodzącego Południowej Grupy Wojsk oraz dowódca 10 Armii Zmechanizowanej – do czerwca 1947. Następnie do maja 1953 dowodził Nadmorskim Okręgiem Wojskowym, do czerwca 1954 Centralną Grupą Wojsk, do kwietnia 1962 był I zastępcą Głównodowodzącego Wojsk Obrony Powietrznej Kraju. Od kwietnia 1962 do marca 1963 był Głównodowodzącym Wojsk Rakietowych Przeznaczenia Strategicznego ZSRR. Funkcję tę łączył z piastowanym od 1955 stanowiskiem zastępcy ministra obrony ZSRR. Od 1963 był szefem Sztabu Generalnego Armii Czerwonej i I zastępcą ministra obrony ZSRR. Uważa się, że nominacja mogła być swoistą karą ze strony Chruszczowa za domniemany udział Biriuzowa w grupie kremlowskich mocodawców szpiega Olega Pienkowskiego.
Od 1926 członek RKP(b), od 1961 członek Komitetu Centralnego KPZR, deputowany do Rady Najwyższej ZSRR od 2. do 6. kadencji.
Był autorem kilku tomów wspomnień z okresu swojej służby wojskowej.
Zginął w katastrofie lotniczej niedaleko Belgradu, gdy samolot Ił-18 z 33 osobami na pokładzie uderzył w górę Avala tuż poniżej szczytu. Urnę z prochami pochowano pod murem kremlowskim na Placu Czerwonym w Moskwie.

## Awanse
- pułkownik – 4 września 1938
- kombrig – 4 listopada 1939
- generał major – 4 czerwca 1940
- generał porucznik – 30 sierpnia 1943
- generał pułkownik – 17 maja 1944
- generał armii – 3 sierpnia 1953
- marszałek Związku Radzieckiego – 11 marca 1955

## Odznaczenia
- Medal „Złota Gwiazda” Bohatera Związku Radzieckiego (1 lutego 1958)
- Order Lenina – pięciokrotnie (1942, 1947, 1954, 1958, 1964)
- Order Czerwonego Sztandaru – trzykrotnie (1944, 1944, 1953)
- Order Suworowa I stopnia (1944)
- Order Kutuzowa I stopnia (1943)
- Order Bohdana Chmielnickiego I stopnia (1944)
- Order Suworowa II stopnia (1943)
- Medal „Za obronę Stalingradu”
- Medal „Za wyzwolenie Belgradu”
- Medal „Za zwycięstwo nad Niemcami w Wielkiej Wojnie Ojczyźnianej 1941–1945”
- Medal jubileuszowy „XX lat Robotniczo-Chłopskiej Armii Czerwonej”
- Medal jubileuszowy „30 lat Armii Radzieckiej i Floty”
- Medal jubileuszowy „40 lat Sił Zbrojnych ZSRR”
- Order Narodowego Bohatera Jugosławii – pośmiertnie (1964)
- I inne